# Linda Joy
Linda Joy (* 2. November 1955) ist eine englische Schauspielerin und Synchronsprecherin. 

## Leben
Joy wuchs in Österreich auf und studierte am Salzburger Mozarteum Schauspiel, Regie und audiovisuelle Medien, danach am Aims Community College in Greeley Digitale Videoproduktion. Danach arbeitete sie kurzzeitig als Theaterschauspielerin und wirkte später an Film- und Fernsehproduktionen mit. Außerdem ist Joy als Sprecherin für Werbespots, Dokumentationen, E-Learning und Videospiele tätig und synchronisiert insbesondere Zeichentrickfilme.

## Filmografie
- 1974: Derrick, Folge „Waldweg“
- 1979:  St. Pauli-Landungsbrücken, Folge „Das Geschenk“
- 1982:  Die unsterblichen Methoden des Franz Josef Wanninger, Folge „Die Akte Sauerland“
- 1982: Der Alte, Folge „Die Beute“
- 1983: Der Trotzkopf
- 1983: Die Spider Murphy Gang
- 1986: Der Tatort, Folge „Tod auf Eis“
- 1988: Brennende Betten
- 1990: Eine Frau namens Harry

## Tätigkeit als Synchronsprecherin
- Laurie O’Brien in Jim Henson’s Muppet Babies als Piggy
- Allyce Beasley in Alf
- Maggie Roswell in Die Simpsons als Helen Lovejoy
- Weihnachten mit Willy Wuff

## Nachweise
- http://www.steffi-line.de/archiv_text/nost_serie/m_trotzkopf.htm

| Personendaten    | Personendaten                                   |
| ---------------- | ----------------------------------------------- |
| NAME             | Joy, Linda                                      |
| KURZBESCHREIBUNG | englische Schauspielerin und Synchronsprecherin |
| GEBURTSDATUM     | 2. November 1955                                |